# أبو العباس بن عطاء
أبو العباس أحمد بن محمد بن سهل بن عطاء الآدمي، أحد علماء أهل السنة والجماعة ومن أعلام التصوف السني في القرن الرابع الهجري، قال عنه أبو عبد الرحمن السلمي بأنّه: «من ظراف مشايخ الصوفية وعلمائهم، له لسان في فهم القرآن يختصّ به»، وقال عنه أبو سعيد الخراز: «التصوف خُلق وليس إنابة، وما رأيت من أهله إلا الجنيد، وابن عطاء»، صحب إبراهيم المارستاني، والجنيد، توفي في شهر ذي القعدة سنة 309 هـ. وقد أسند الحديث الشريف. وكان أبو العباس يقرأ في كل يوم ختمة من القرآن الكريم، فإذا كان شهر رمضان قرأ في كل يوم وليلة ثلاث ختمات، وكان له ختمة يتدبرها ويتدبر معاني القرآن فيها. فمكث فيها سبعة عشرة سنة ومات ولم يختمها.

## من أقواله
- من ألزم نفسه آداب الشريعة نور الله قلبه بنور المعرفة، ولا مقام أشرف من مقام متابعة الحبيب صلى الله عليه وسلم في أوامره وأفعاله وأخلاقه.[2]
- من تأدب بآداب الصالحين فإنه يصلح لبساطة الكرامة، ومن تأدب بآداب الأولياء فإنه يصلح لبساطة القربة، ومن تأدب بآداب الصِّديقين فإنه يصلح لبساطة المشاهدة، ومن تأدب بآداب الأنبياء فإنه يصلح لبساطة الأُنس والانبساط.[3]
- أعظم الغفلة غفلة العبد عن ربه عز وجلّ وغفلته عن أوامره ونواهيه، وغفلته عن آداب معاملته.[3]
- الإنصاف فيما بين الله وبين العبد ثلاثة: في الاستعانة، والجُهد، والأدب. فمن العبد الاستعانة، ومن اللّه القربة. ومن العبد الجهد، ومن اللّه التوفيق. ومن العبد الأدب، ومن اللّه الكرامة.[1]